# 荒川区立尾久八幡中学校
荒川区立尾久八幡中学校（あらかわくりつ おぐはちまんちゅうがっこう）は、東京都荒川区西尾久三丁目に所在する区立中学校。

## 概要
1963年（昭和38年）に旧制第一高等学校端艇部の艇庫跡に開校したことをはじめとする荒川区立中学校。
所在地：東京都荒川区西尾久三丁目14番1号

## 沿革
- 1963年（昭和38年）4月 - 旧制第一高等学校の艇庫跡に開校。 
  - 5月18日 - 校章を制定。
  - 10月4日 - 標準服を制定。
- 1964年（昭和39年）2月28日 - 校歌及び校旗を制定。
- 2013年（平成25年）2月 - 新校舎竣工[2][3]。
- 2021年（令和3年）- 新標準服を制定[4]。

## 教育目標・校訓

### 教育目標
夢や目標をもって「主体的に活動する」ことができる、知・徳・体の調和のとれた自ら学び、思いやりのあ る、たくましい生徒を育成する。
- 自ら学び、自ら考え、正しく判断し、実行する生徒
- 自他を尊重し、協力し合える、心豊かな生徒
- 心身ともに健康で、ねばり強くやり抜く生徒

### 校訓
- 文武両道
- 礼節・品格

## 生徒数・学級数
尾久八幡中学校には第１学年、第２学年、第３学年と特別支援学級が設置されている。
データは令和6年5月1日時点。
|        | 第1学年 | 第2学年 | 第3学年 | 特別支援学級 | 合計 |
| ------ | ------- | ------- | ------- | ------------ | ---- |
| 生徒数 | 159     | 132     | 133     | 18           | 442  |
| 学級数 | 5       | 4       | 4       | 3            | 16   |

## 通学区域
東尾久三丁目17番～23番と27番～37番、東尾久四丁目50番、東尾久五丁目1～26番と30番～46番、東尾久六丁目49番～52番、東尾久八丁目、西尾久一丁目2番～33番、西尾久二丁目、西尾久三丁目、西尾久六丁目
同じ通学区域を持つ荒川区立小学校は尾久小学校、尾久西小学校、尾久宮前小学校。

## 周辺環境
- 隅田川 - 校舎の裏を流れる。
- 荒川 - 隅田川のさらに後ろを流れる。
- 荒川区営区民運動場 - 尾久八幡中学校の校庭を土日・祝日に区民運動場として利用している。
- 都電荒川線 - 近くを通る東京都道306号線と並走している。
  - 宮ノ前駅 - 都電荒川線の停留所(駅)で、尾久八幡中学校の最寄り。
  - 小台駅 - 都電荒川線の停留所(駅)で、尾久八幡中学校の近くに位置する。
- あらかわ遊園 - 東京都道458号線を挟んで向かい側に立地している。
- 宮前公園 - 道路を挟んで向かい側に立地している。
  - 尾久図書館 - 宮前公園に隣接している。

## ギャラリー

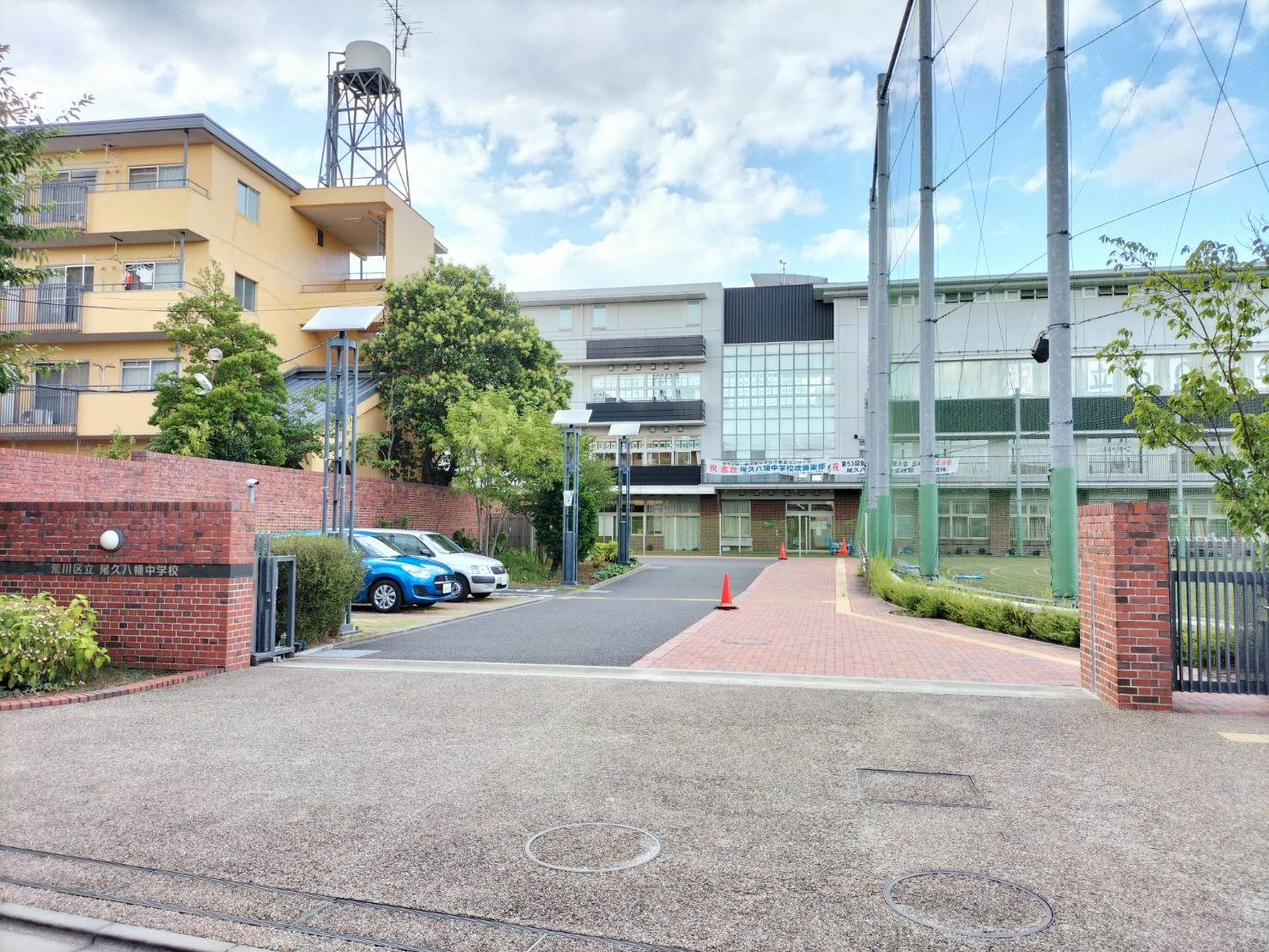
尾久八幡中学校の校舎(校門側)
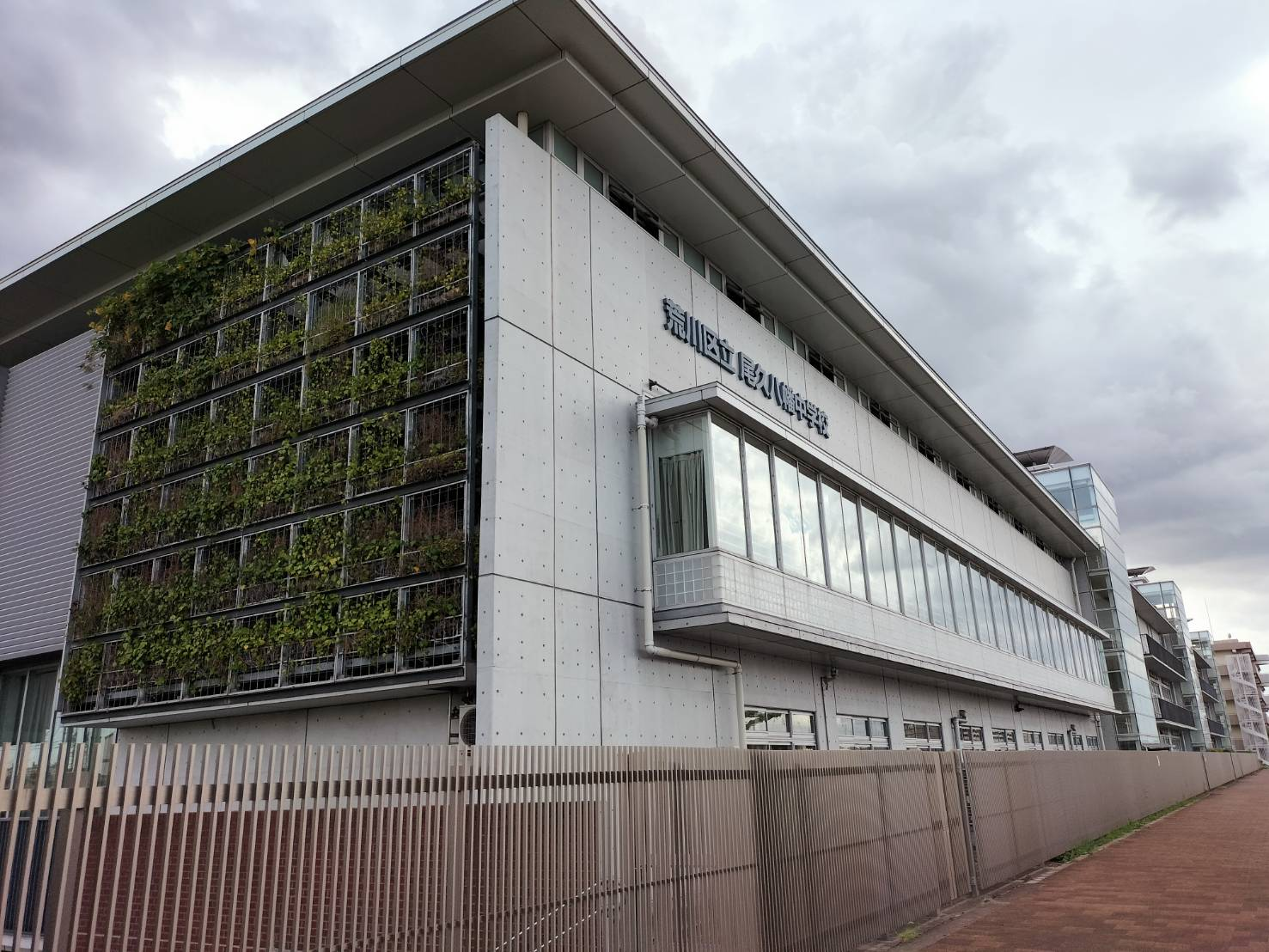
尾久八幡中学校の校舎(墨田川側)
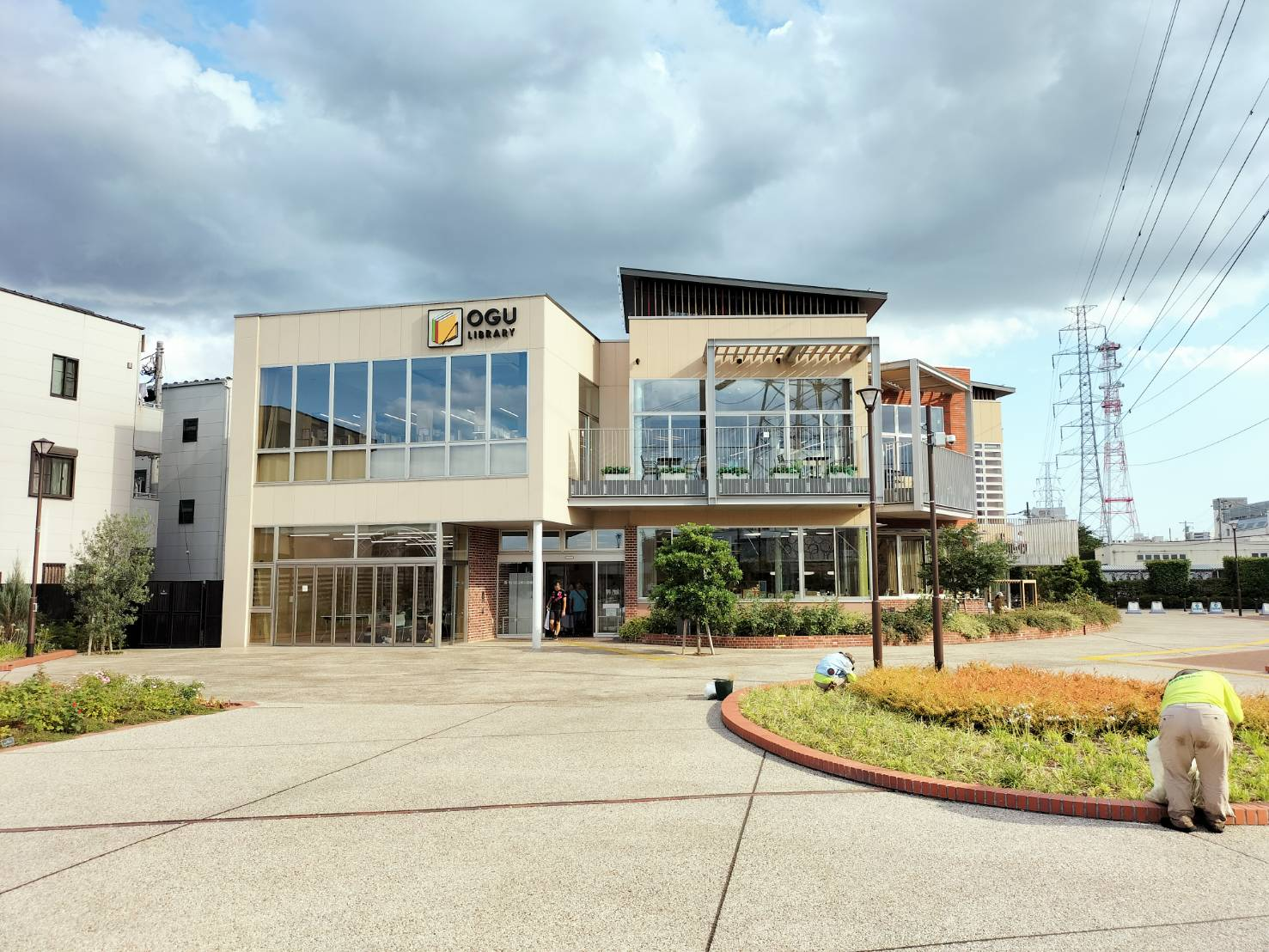
尾久図書館